# Кубок Грузії з футболу 2003—2004
Кубок Грузії з футболу 2003–2004 — (також відомий як Кубок Давида Кіпіані) 14-й розіграш кубкового футбольного турніру у Грузії. Титул вдруге поспіль здобуло Динамо (Тбілісі).

## Календар
| Раунд       | Дата                          | Матчі | Клуби   |
| ----------- | ----------------------------- | ----- | ------- |
| 1/16 фіналу | 27-28 лютого/1-2 березня 2004 | 32    | 32 → 16 |
| 1/8 фіналу  | 6-10/12-14 березня 2004       | 16    | 16 → 8  |
| 1/4 фіналу  | 22 березня/6 квітня 2004      | 8     | 8 → 4   |
| 1/2 фіналу  | 20 квітня/5 травня 2004       | 4     | 4 → 2   |
| Фінал       | 26 травня 2004                | 1     | 2 → 1   |

## 1/16 фіналу
| Команда 1                     | Заг.    | Команда 2                  | 1-й матч | 2-й матч |
| ----------------------------- | ------- | -------------------------- | -------- | -------- |
| 27-28 лютого/1-2 березня 2004 |         |                            |          |          |
| Динамо (Батумі)               | 8:1     | Динамо (Зугдіді) (3)       | 3:0      | 5:1      |
| Мцхета-Уріоні                 | 2:0     | СК Тбілісі (3)             | 1:0      | 1:0      |
| Діла (Горі)                   | 6:0     | Аваза (Тбілісі) (3)        | 1:0      | 5:0      |
| Цхінвалі (2)                  | 2:2 (ч) | Гереті (Чабукіані) (3)     | 2:1      | 0:1      |
| Мерцхалі (Озургеті)           | 1:0     | Металургі (Зестафоні) (2)  | 0:0      | 1:0      |
| Кобулеті (2)                  | 7:0     | Локомотиві (Самтредіа) (2) | 5:0      | 2:0      |
| Торпедо (Кутаїсі)             | 7:1     | Гурія (Ланчхуті) (2)       | 5:0      | 2:1      |
| Сіоні (Болнісі)               | 4:1     | Іверія (Хашурі) (2)        | 2:0      | 2:1      |
| Динамо (Тбілісі)              | 6:1     | ВІТ Джорджія (Мцхета) (2)  | 3:0      | 3:1      |
| Самгуралі (Цхалтубо) (2)      | 1:0     | Лука (Батумі) (2)          | 0:0      | 1:0      |
| Локомотив (Тбілісі)           | 7:3     | Горда-2000 (Руставі) (2)   | 3:3      | 4:0      |
| Тбілісі                       | 4:1     | Мілані (Цнорі) (2)         | 2:0      | 2:1      |
| Амері (Тбілісі) (2)           | 7:0     | Уріоні (Тбілісі) (3)       | 2:0      | 5:0      |
| Спартак (Тбілісі)             | 2:0     | Према (Тбілісі) (3)        | 1:0      | 1:0      |
| Колхеті-1913 (Поті)           | 7:2     | Динамо (Кутаїсі) (3)       | 4:0      | 3:2      |
| ВІТ Джорджія                  | 4:0     | Чихура (Сачкере) (2)       | 1:0      | 3:0      |

## 1/8 фіналу
| Команда 1           | Заг.         | Команда 2                | 1-й матч | 2-й матч |
| ------------------- | ------------ | ------------------------ | -------- | -------- |
| 6/12 березня 2004   |              |                          |          |          |
| Динамо (Тбілісі)    | 7:3          | Самгуралі (Цхалтубо) (2) | 6:0      | 1:3      |
| 7/13 березня 2004   |              |                          |          |          |
| Діла (Горі)         | 4:1          | Гереті (Чабукіані) (3)   | 3:0      | 1:1      |
| Локомотив (Тбілісі) | 1:1 пен. 3:4 | Тбілісі                  | 1:0      | 0:1 дч   |
| Колхеті-1913 (Поті) | 0:6          | ВІТ Джорджія             | 0:3      | 0:3      |
| Амері (Тбілісі) (2) | 0:2          | Спартак (Тбілісі)        | 0:0      | 0:2      |
| 10/14 березня 2004  |              |                          |          |          |
| Динамо (Батумі)     | 1:0          | Мцхета-Уріоні            | 1:0      | 0:0      |
| Мерцхалі (Озургеті) | 2:2 (ч)      | Кобулеті (2)             | 2:1      | 0:1      |
| Торпедо (Кутаїсі)   | 3:2          | Сіоні (Болнісі)          | 0:0      | 3:2      |

## 1/4 фіналу
| Команда 1                | Заг.    | Команда 2         | 1-й матч | 2-й матч |
| ------------------------ | ------- | ----------------- | -------- | -------- |
| 22 березня/6 квітня 2004 |         |                   |          |          |
| Динамо (Тбілісі)         | 6:1     | Динамо (Батумі)   | 2:0      | 4:1      |
| Діла (Горі)              | 1:1 (ч) | Тбілісі           | 0:0      | 1:1      |
| Спартак (Тбілісі)        | 2:1     | ВІТ Джорджія      | 1:0      | 1:1      |
| Кобулеті (2)             | 1:10    | Торпедо (Кутаїсі) | 0:5      | 1:5      |

## 1/2 фіналу
| Команда 1               | Заг. | Команда 2         | 1-й матч | 2-й матч |
| ----------------------- | ---- | ----------------- | -------- | -------- |
| 20 квітня/5 травня 2004 |      |                   |          |          |
| Динамо (Тбілісі)        | 2:0  | Діла (Горі)       | 1:0      | 1:0      |
| Торпедо (Кутаїсі)       | 2:0  | Спартак (Тбілісі) | 2:0      | 0:0      |

## Фінал
| 26 травня 2004 |

| Торпедо (Кутаїсі) | 1:2      | Динамо (Тбілісі)        |
| ----------------- | -------- | ----------------------- |
| Давіташвілі 2'    | Протокол | Кашія 61' Сілагадзе 63' |

| Стадіон імені Михайла Месхі, Тбілісі Глядачів: 25 000 Арбітр: Серго Кварацхелія |